# Frank McDonald
Pour les articles homonymes, voir McDonald.
Frank McDonald est un réalisateur américain, né le 9 novembre 1899 à Baltimore (Maryland), mort le 8 mars 1980 à Oxnard (Californie).

## Biographie
McDonald est né à Baltimore, dans le Maryland, de Samuel et Florence McDonald. Son père est un employé de la Baltimore and Ohio Railroad. Sa participation à des productions théâtrales amateurs a éveillé son intérêt pour le spectacle, ce qui l'a poussé à quitter le Baltimore City College pour poursuivre une carrière dans le divertissement.

## Filmographie

### Réalisateur
- 1935 : Broadway Hostess
- 1936 : The Murder of Dr. Harrigan
- 1936 : Boulder Dam
- 1936 : Treachery Rides the Range
- 1936 : Murder by an Aristocrat
- 1936 : The Big Noise
- 1936 : The Song of a Nation
- 1936 : Love Begins at Twenty
- 1936 : Isle of Fury
- 1937 : Smart Blonde
- 1937 : Her Husband's Secretary
- 1937 : Midnight Court

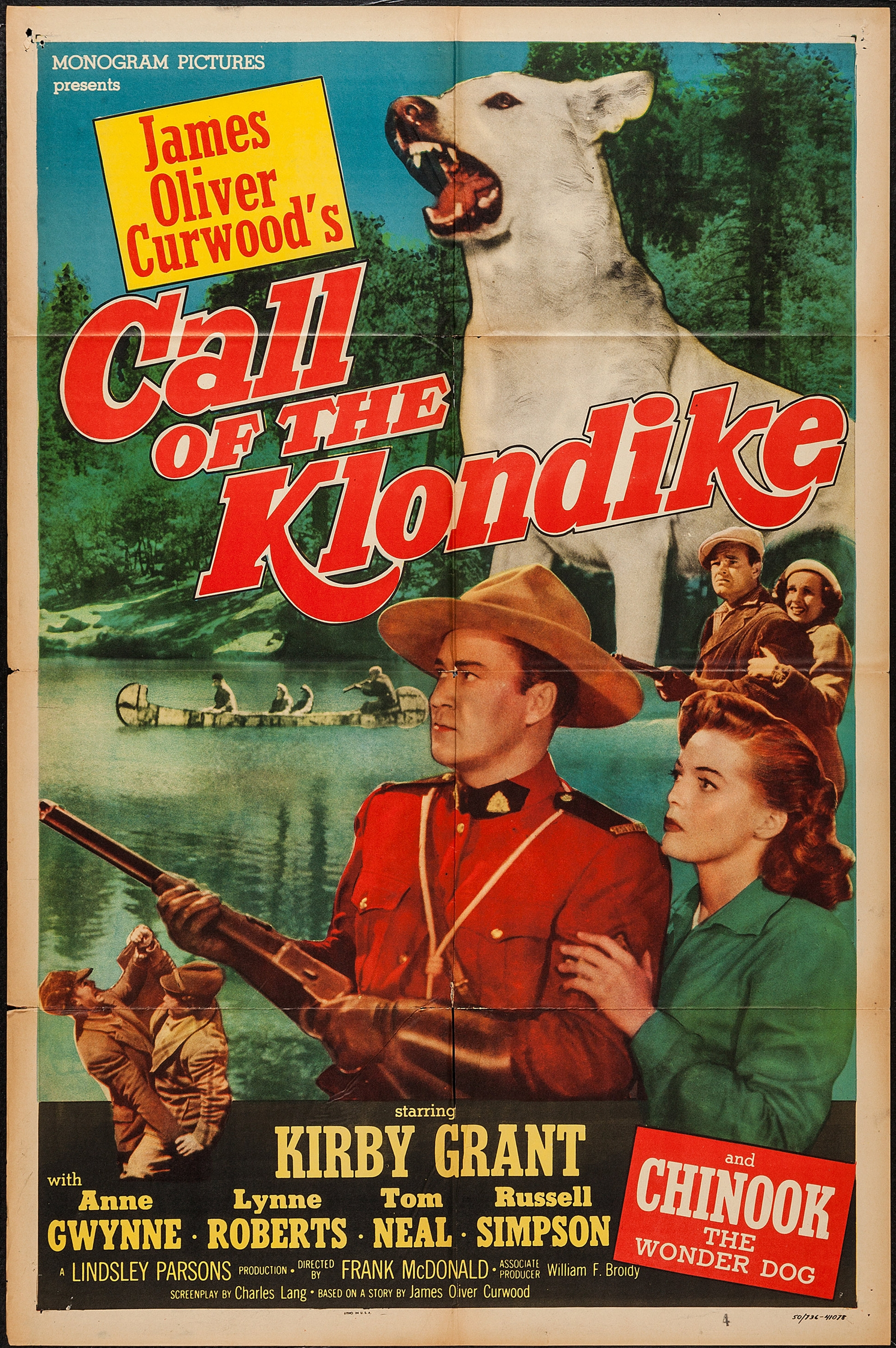
Affiche du film Call of the Klondike (1950).

- 1937 : Police judiciaire (Fly Away Baby)
- 1937 : Dance Charlie Dance
- 1937 : The Adventurous Blonde
- 1938 : Blondes at Work
- 1938 : Reckless Living (en)
- 1938 : Over the Wall
- 1938 : Freshman Year (en)
- 1938 : Flirting with Fate
- 1939 : First Offenders
- 1939 : They Asked for It
- 1939 : Death Goes North
- 1939 : Jeepers Creepers (en)
- 1940 : Village Barn Dance
- 1940 : Rancho Grande (en)
- 1940 : In Old Missouri
- 1940 : Gaucho Serenade (en)
- 1940 : Grand Ole Opry (en)
- 1940 : Carolina Moon (en)
- 1940 : Ride, Tenderfoot, Ride (en)
- 1940 : Barnyard Follies
- 1941 : Arkansas Judge
- 1941 : Country Fair (en)
- 1941 : Under Fiesta Stars (en)
- 1941 : Espions volants (Flying Blind)
- 1941 : No Hands on the Clock
- 1941 : Tuxedo Junction (en)
- 1942 : Shepherd of the Ozarks
- 1942 : The Old Homestead (en)
- 1942 : Wildcat (en)
- 1942 : Wrecking Crew (en)
- 1942 : The Traitor Within
- 1943 : Mountain Rhythm (en)
- 1943 : High Explosive
- 1943 : Swing Your Partner
- 1943 : Alaska Highway (en)
- 1943 : Submarine Alert (en)
- 1943 : Hoosier Holiday
- 1943 : O, My Darling Clementine
- 1944 : Timber Queen (en)
- 1944 : Gambler's Choice
- 1944 : Take It Big
- 1944 : Sing, Neighbor, Sing
- 1944 : Lights of Old Santa Fe
- 1944 : One Body Too Many
- 1945 : Bells of Rosarita
- 1945 : Fais-moi peur (Scared Stiff)
- 1945 : The Chicago Kid
- 1945 : The Man from Oklahoma
- 1945 : Tell It to a Star
- 1945 : Along the Navajo Trail
- 1945 : Sunset in El Dorado
- 1946 : Song of Arizona
- 1946 : Rainbow Over Texas
- 1946 : My Pal Trigger
- 1946 : Under Nevada Skies
- 1946 : Sioux City Sue (en)
- 1947 : Hit Parade of 1947
- 1947 : Twilight on the Rio Grande (en)
- 1947 : Bulldog Drummond Strikes Back
- 1947 : When a Girl's Beautiful
- 1947 : Linda Be Good
- 1948 : 13 Lead Soldiers
- 1948 : Mr. Reckless
- 1948 : French Leave (en)
- 1949 : Gun Smugglers
- 1949 : The Big Sombrero (en)
- 1949 : Ringside
- 1949 : Apache Chief
- 1950 : Racket Squad (en) (série TV)
- 1950 : Snow Dog
- 1950 : Call of the Klondike (en)
- 1951 : Sierra Passage
- 1951 : Texans Never Cry (en)
- 1951 : Father Takes the Air
- 1951 : Yukon Manhunt
- 1951 : Yellow Fin
- 1951 : Northwest Territory
- 1952 : Les Aventuriers du Far West ("Death Valley Days") (série TV)
- 1952 : Sea Tiger
- 1952 : Yukon Gold (en)
- 1952 : The Yellow Haired Kid
- 1952 : The Ghost of Crossbones Canyon
- 1953 : I Was a Burlesque Queen
- 1953 : Son of Belle Starr
- 1953 : Secret of Outlaw Flats
- 1953 : Border City Rustlers
- 1953 : Six Gun Decision
- 1953 : Two Gun Marshal
- 1954 : Thunder Pass
- 1954 : The Two Gun Teacher
- 1954 : Marshals in Disguise
- 1954 : Trouble on the Trail
- 1954 : Outlaw's Son
- 1955 : Le Trésor des collines rouges (Treasure of Ruby Hills)
- 1955 : Buffalo Bill, Jr. (série TV)
- 1955 : The Big Tip Off
- 1955 : Phantom Trails
- 1955 : Timber Country Trouble
- 1955 : The Titled Tenderfoot
- 1955 : The Matchmaking Marshal
- 1955 : The Life and Legend of Wyatt Earp (en) (série TV)
- 1955 : The Adventures of Champion (en) (série TV)
- 1956 : I Tre moschettieri (série TV)
- 1958 : Le Imprese di una spada leggendaria
- 1959 : Pony Express (en) (série TV)
- 1959 : Mantelli e spade insanguinate
- 1959 : Au nom de la loi (Wanted: Dead or Alive) (série TV)
- 1960 : The Purple Gang
- 1960 : Raymie
- 1960 : Le Grand prix (en) ("National Velvet") (série TV)
- 1962 : La Cité sous-marine (The Underwater City)
- 1962 : Sur le pont, la marine ! ("McHale's Navy") (série TV)
- 1963 : Duel au Colorado (Gunfight at Comanche Creek)
- 1964 : Flipper le dauphin ("Flipper") (série TV)
- 1965 : Mara of the Wilderness